# Plecturocebus vieirai
Plecturocebus vieirai is een zoogdier uit de familie van de sakiachtigen (Pitheciidae). De wetenschappelijke naam van de soort werd voor het eerst geldig gepubliceerd door Gualda-Barros, et al. in 2012.

## Voorkomen
De soort komt voor in Brazilië.